# Sepp Skalitzky
Sepp Skalitzky (eigentlich Josef Skalitzky; * 30. Januar 1901 in Rothenbaum bei Neuern (Böhmerwald); † 5. September 1992 in Memmingen) war ein deutscher Lyriker und Erzähler und gilt als wichtiger Vertreter sudetendeutscher Literatur.

## Leben
Skalitzky wurde im böhmischen Rothenbaum geboren und verbrachte seine Kindheit im Böhmerwald. Nach Ausbildung und Studium war er zunächst als Lehrer tätig. Nach dem Zweiten Weltkrieg führte ihn der Weg als Heimatvertriebener nach Memmingen, wo er als Oberlehrer an der Bismarckschule wirkte. Dort unterrichtete er vor allem die ersten beiden Jahrgänge katholischer Jungen und band Heimatkunde und zahlreiche Ausflüge in die Umgebung in seine pädagogische Arbeit ein.

## Literarisches Werk
Sepp Skalitzky gilt als "der letzte Dichter des deutschen Böhmerwaldes". Sein literarisches Schaffen umfasst Erzählungen, Gedichte und Romane. Im Mittelpunkt stehen häufig die Schicksale der Menschen des Böhmerwaldes, Heimatverlust und Erinnerungen an die alte Heimat. Zu seinen bekanntesten Werken zählen Der heimatlose Heiland, Da begann der Wald zu brausen, Die Buben aus dem Böhmerwald, Vom Böhmerwald ins Schwabenland sowie Lerchen im Schnee.

## Ehrungen und Auszeichnungen
- Sudetendeutscher Kulturpreis
- Adalbert-Stifter-Medaille
- Bundesverdienstkreuz